# Sphenocleaceae
Sphenocleaceae es una familia de plantas  con un único género Sphenoclea  con tres especies que pertenecen al orden Solanales. Nativos de las regiones tropicales del mundo.

## Descripción
Son plantas herbáceas, más o menos suculentas, anuales con las hojas alternas, espirales, simples y enteras. Son hermafroditas son las inflorescencias en racimos terminales. El fruto es una cápsula con 15-100 semillas.

## Especies
- Sphenoclea dalzielii
- Sphenoclea pongatium
- Sphenoclea zeylanica

## Sinonimia
- Pongati, Pongatium, Rapinia